# Fanamokala perineti
Fanamokala perineti är en stekelart som beskrevs av Jean Risbec 1960. Fanamokala perineti ingår i släktet Fanamokala och familjen puppglanssteklar.
Artens utbredningsområde är Madagaskar. Inga underarter finns listade i Catalogue of Life.